# Biológia

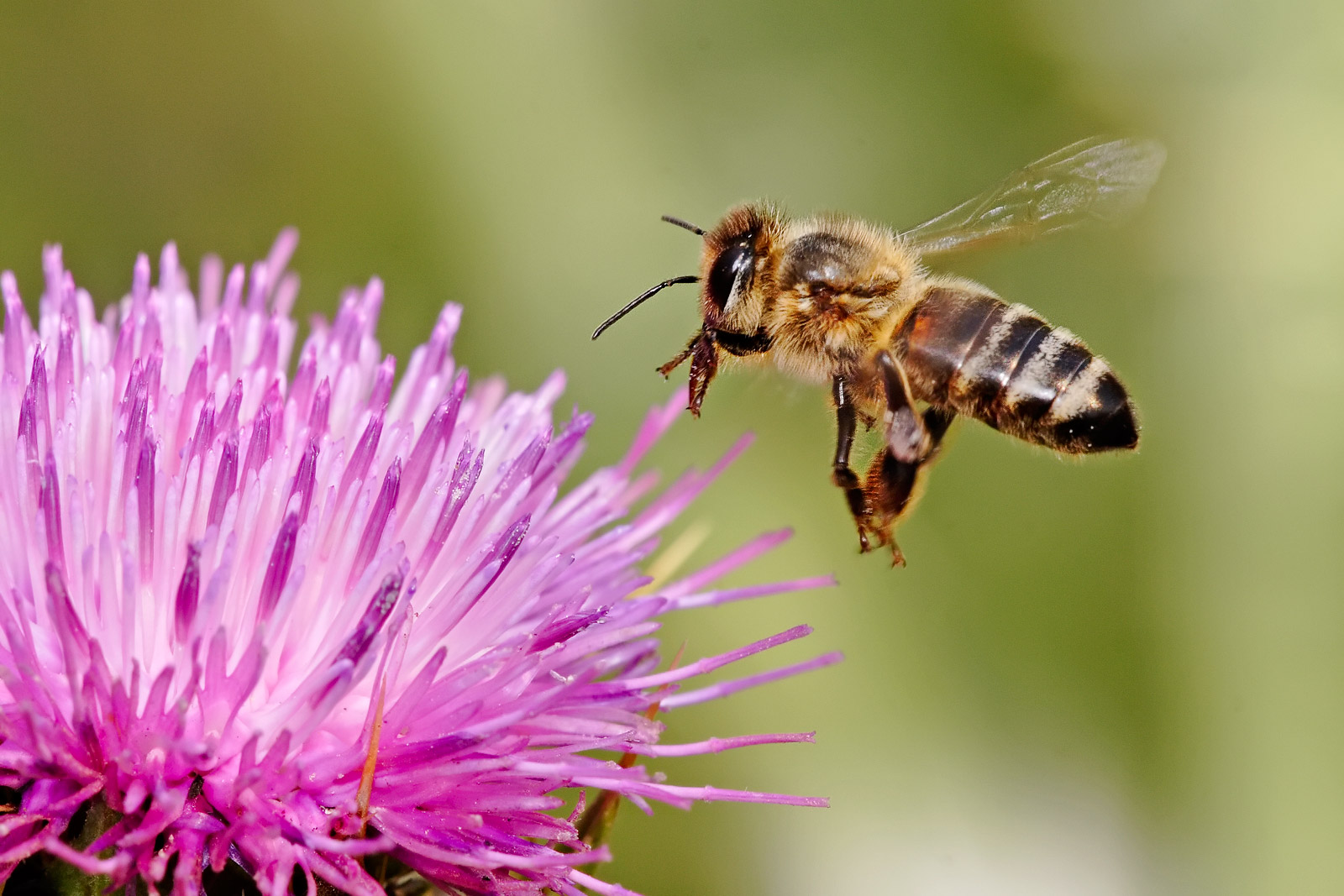
Nektárt gyűjtő méh

A biológia (a görög biosz – ’élő’ és logosz – ’tudomány’ szavakból) a természettudomány egyik ága, mely az élőlények eredetének, leszármazási kapcsolatainak, testfelépítésének, működésének és a környezettel való kapcsolatának megismerésével foglalkozik. A biológia szót először Michael Christoph Hanov német filozófus használta 1766-ban egyik könyve címében. A mai értelemben egymástól függetlenül vezette be Karl Friedrich Burdach 1800-ban, Gottfried Reinhold Treviranus 1802-ben és Jean-Baptiste Lamarck szintén 1802-ben. Treviranus könyve („Biologie oder Philosophie der lebenden Natur für Naturforscher und Aerzte”) már címével jelzi a mai értelmét.
A modern biológia különböző szakterületekből áll, melyek lényegét az alábbi öt axióma foglalja össze:
1. A sejtek az élet alapvető egységei.
2. Az öröklődés alapvető egységei a gének.
3. Az új fajok és öröklött jellemzőik az evolúció eredményei.
4. Egy szervezet úgy szabályozza belső környezetét, hogy fenntartsa stabil és állandó állapotát.
5. Élő szervezetek energiát fogyasztanak és alakítanak át.

## Áttekintés
A biológusok az élet legkülönbözőbb területeit tanulmányozzák. A minden élőlényben közös tulajdonságokat vizsgáló, összehasonlító jellegű nagy tudományágakat az általános biológia (vagy biologia generalis, probiológia) néven szokás összefoglalni (például evolúcióbiológia, genetika, ökológia, etológia); az egyes konkrét, ma is élő élőlénytípusokat vizsgáló biológiai tudományágakat pedig biontológia vagy biologia universalis néven (például zoológia, entomológia, antropológia, botanika, anatómia, virológia stb.). A ma élő rendszerekkel foglalkozó biontológia tanulmányozhatja az egyedi szervezeteket (ez az individuális biológia vagy idiobiológia), de vizsgálhatja az egyedekből szerveződő egyedek fölötti szerveződéseket (ez a tárgya a szupraindividuális vagy szünbiológiának). A már nem élő, de valamikor élt élőlények világát kutatják az őslénytan (paleontológia) tudományai. Ezért sokan vélik úgy, hogy a „biológia” nem egy természettudomány, hanem az élőkkel foglalkozó természettudományok összessége.
Egy másféle csoportosításban az egyes tudományágakat aszerint soroljuk csoportokba, hogy milyen mélyen vezetjük vissza a biológiai törvényeket az anyag egyes elemi és még elemibb formáinak szintjére:
- az atomi és molekuláris szinttel a molekuláris biológia, a biokémia, a biofizika, a genomika, a proteomika foglalkozik, de minden biológiai tudománynak lehetséges molekuláris szemlélete és ilyen szintű vizsgálata.
- a sejtek működését a sejtbiológia vizsgálja.
- több sejt együttműködésének kapcsolatrendszerét a szövettan, a szervtan és a szervezettan kutatja, míg a működéseket az élettan (fiziológia) tanulmányozza.
- a genetika foglalkozik az öröklődéssel az öröklődő változékonysággal és így a szervezetek változatosságának végső forrásával; a genomika a teljes genom működéseit egyszerre elemzi.
- a fejlődéstan azokat a folyamatokat és mechanizmusokat kutatja, amelyekkel a szervezetek keletkeznek, növekednek, fejlődnek a halálukig és közben öregszenek.
- a fajok sokféleségével, azok rendszerezésével foglalkozik a rendszertan, míg a sokféleség létrejöttét és a földtörténeti kibontakozását az evolúcióbiológia kutatja, és ezen belül az egyes élőlénycsoportok rokonsági leszármazásával foglalkozik a törzsfejlődéstan és a származástan.
- az egyes fajok belső felépítését az anatómia, az állatok viselkedését az etológia, míg az emberét a pszichológia, illetve a humánetológia vizsgálja.
- az élőlények közötti hatásokkal, illetve az élőlények és környezetük egymásra hatásával foglalkozik a szupraindividuális biológia illetve az ökológia.

## Híres biológusok
- Hippokratész (Kr. e. 460? – Kr. e. 375?)
- Theophrasztosz (Kr. e. 371 – Kr. e. 287)
- Caius Plinius Secundus (23 – 79)
- Galénosz (129 – 201)
- Albertus Magnus (1193 – 1280)
- Andreas Vesalius (1514 – 1564)
- Conrad Gessner (1516 – 1565)
- William Harvey (1578 – 1657)
- Carl von Linné (1707 – 1778)
- Georges-Louis Leclerc de Buffon (1707 – 1788)
- Jean-Baptiste Lamarck (1744 – 1829)
- Georges Cuvier (1769 – 1832)
- Alexander von Humboldt (1769 – 1859)
- Richard Owen (1804 – 1892)
- Charles Darwin (1809 – 1882)
- Gregor Mendel (1822 – 1884)
- Louis Pasteur (1822 – 1895)
- Thomas Henry Huxley (1825 – 1895)
- Ernst Haeckel (1834 – 1919)
- Ivan Petrovics Pavlov (1849 – 1936)
- Szent-Györgyi Albert (1893 – 1986)
- Linus Pauling (1901 – 1994)
- Konrad Lorenz (1903 – 1989)
- Francis Crick (1916 – 2004)
- David Attenborough (1926 –)
- Czeizel Endre (1935 – 2015)
- James D. Watson (1928 –)
- Lynn Margulis (1938 - 2011)
- Richard Dawkins (1941 –)

## A biológia főbb ágazatai

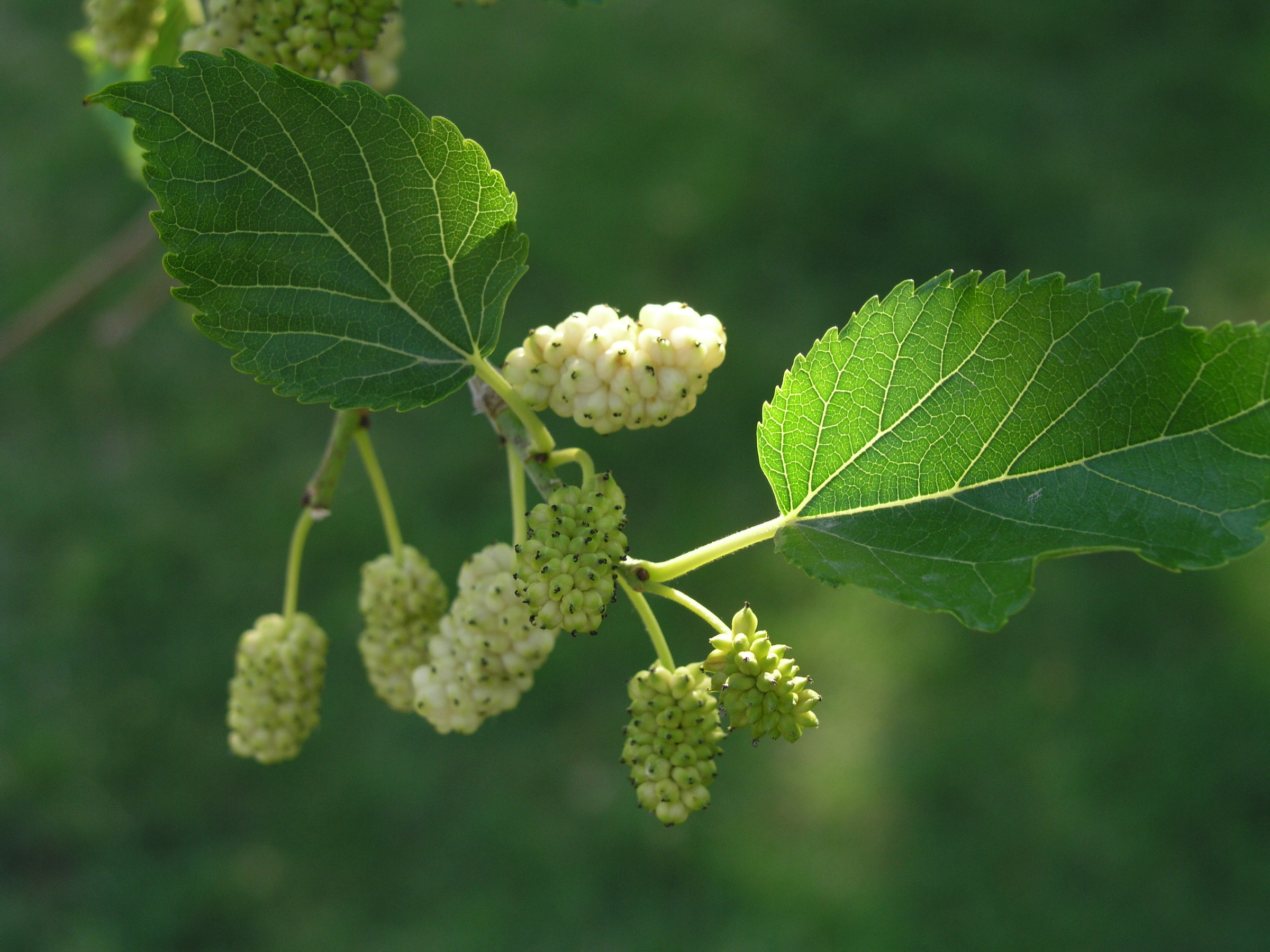
Eperfa termései (Morus alba)

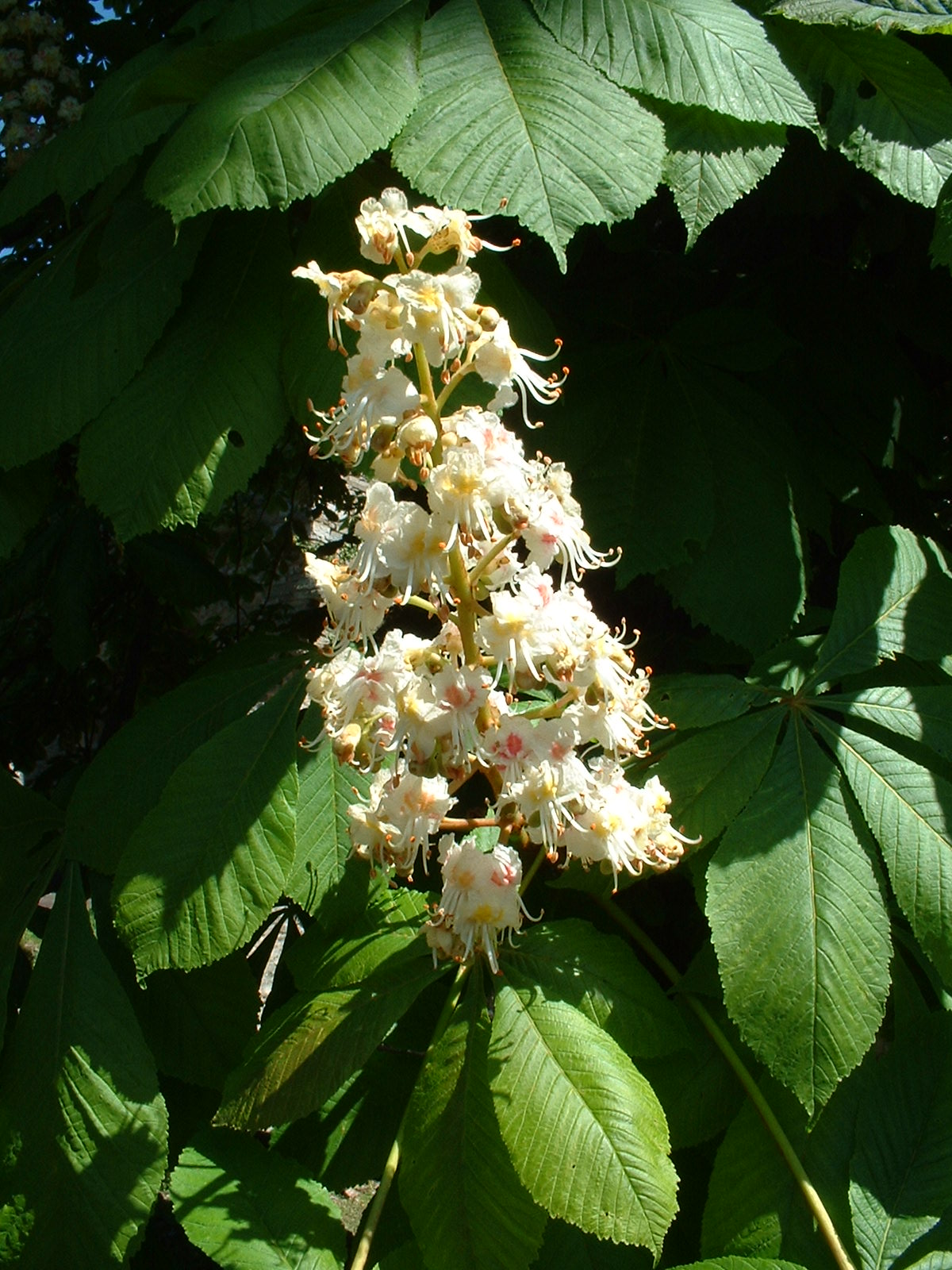
Vadgesztenye virága

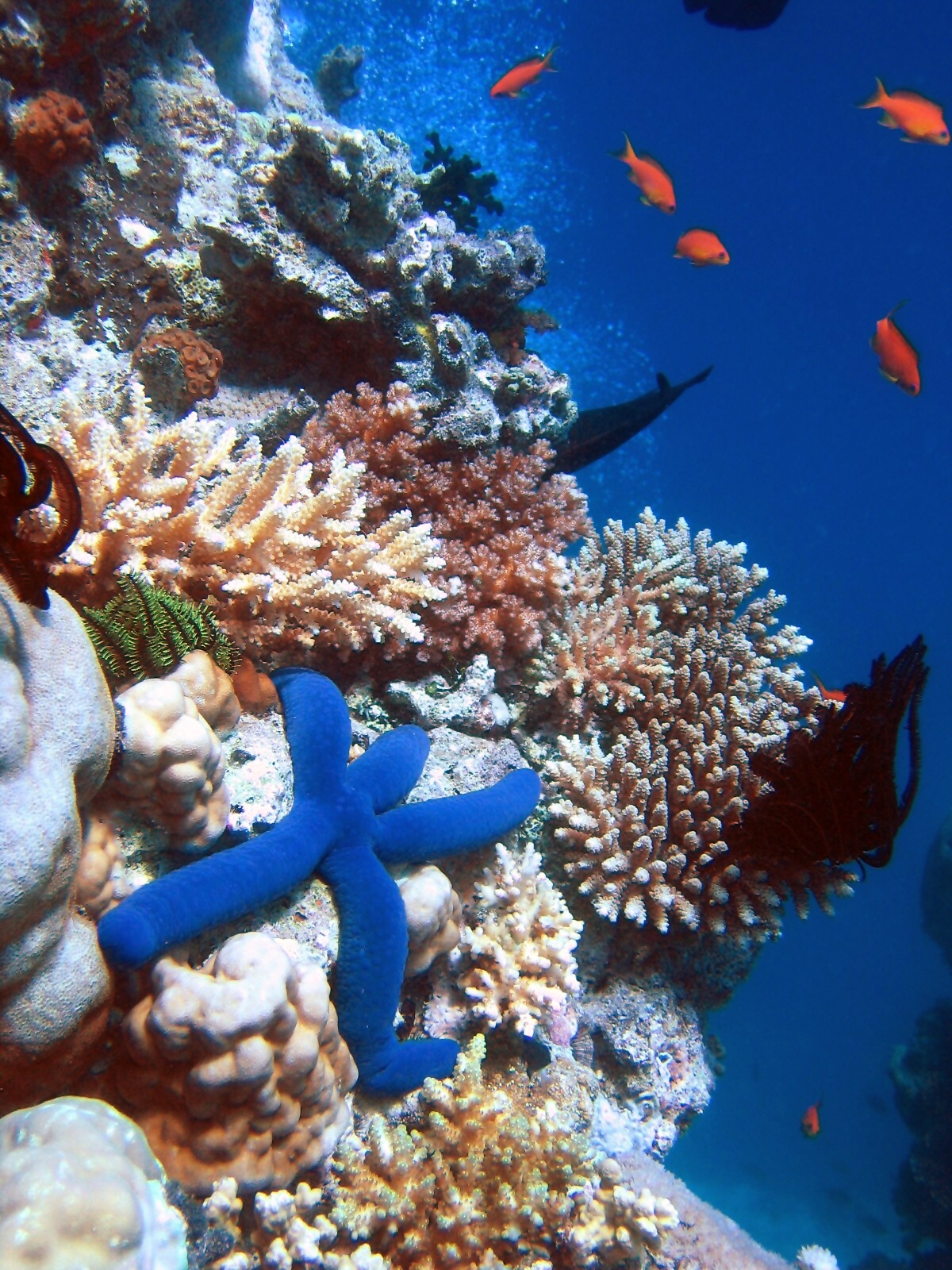
Egy kék tengericsillag pihen a korallon, Ausztrália partjainál

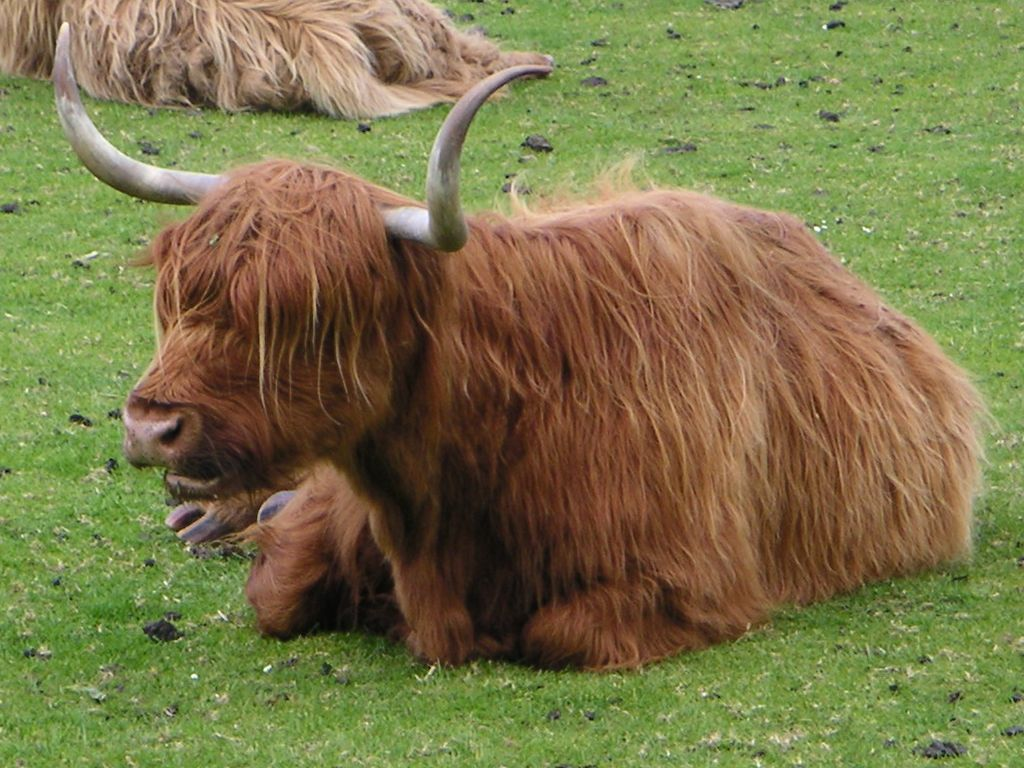
Felföldi marha

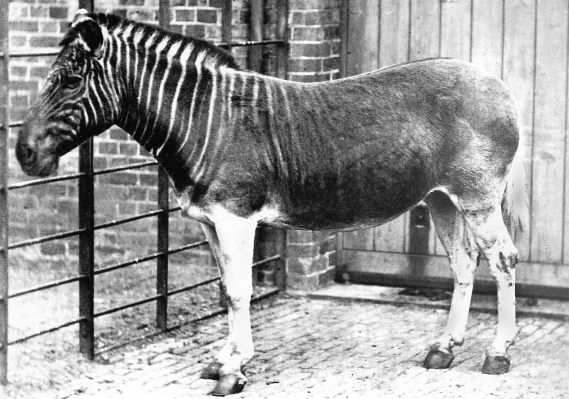
Fotó a mára már kihalt kvaggáról

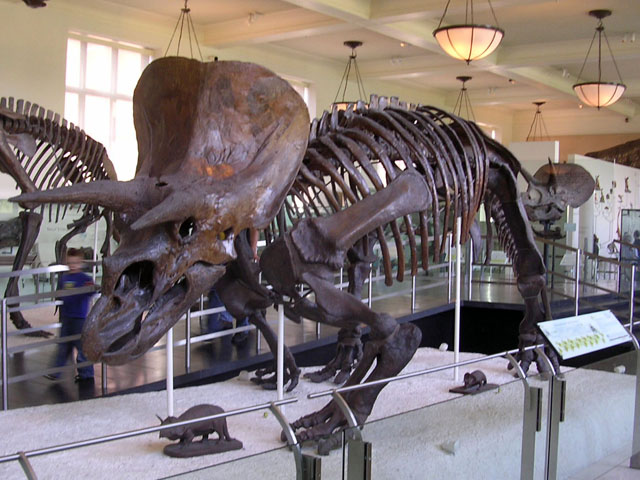
Triceratopsz csontváza

Azokat a tudományágakat, amelyek az élő természettel foglalkoznak, biológiai tudományoknak nevezzük. Az általános biológia az élő természet fejlődéstörvényeit foglalja össze.
- Aerobiológia
- Anatómia (bonctan)
- Asztrobiológia vagy exobiológia
- Állattan (Zoológia)
  - Entomológia (rovartan)
- Barlangi élettan (bioszpeleológia)
- Biofizika
- Biogeográfia (életföldrajz)
- Bioinformatika
- Biokémia
- Biomatematika
- Bionika
- Biotechnológia
- Elméleti biológia
- Embertan (Antropológia)
- Etológia (viselkedésbiológia)
- Evolúcióbiológia
- Élettan (Fiziológia)
  - Endokrinológia
  - Összehasonlító élettan
  - Növényélettan
  - Környezeti és ökológiai élettan
- Fejlődésbiológia
  - Egyedfejlődéstan
  - Embriológia
  - Törzsfejlődéstan (filogenetika)
- Genetika (örökléstan)
  - Populációgenetika
  - Genomika
  - Proteomika
  - Mitokondriális genetika
- Hidrobiológia
  - Limnológia (édesvizek biológiája)
- Idegtudományok (neurológia, neurobiológia)
  - Neuroanatómia,
  - Idegélettan,
  - Biopszichológia vagy pszichobiológia
  - Neurokémia, neurofarmakológia, pszichofarmakológia,
  - Pszichofizika, pszichofiziológia
  - Kognitiv tudományok
- Immunológia
  - Immunogenetika
  - Immunokémia
- Individuális vagy idiobiológia
- Járványtan (Epidemiológia)
- Mikológia (Gombatan)
- Mikrobiológia
  - Bakteriológia
  - Virológia
- Molekuláris biológia
- Morfológia (alaktan)
- Növénytan (Botanika)
  - Növénykórtan (fitopatológia)
  - Lichenológia (zuzmókkal foglalkozik)
- Onkológia (a rákkal foglalkozik)
- Őslénytan (Paleontológia)
  - Ősnövénytan,
  - Ősállattan
- Populációbiológia
  - Populációgenetika
  - Populációdinamika
- Rendszertan (Taxonómia, Szisztematika)
- Sejtbiológia (Citológia)
- Szaporodásbiológia (reprodukciós biológia)
- Származástan
  - Kladisztika
- Szociobiológia
  - Szociálpatológia (a társadalmi viselkedési szabályokkal való beteges szembenállást vizsgáló tudományág.)
- Szövettan (hisztológia)
- Szupraindividuális vagy szünbiológia
  - Biotika, florisztika, faunisztika
  - Cönológia (társulástan)
  - Szünfenobiológia
  - Ökológia
- Természetvédelmi biológia (konzervációbiológia)
- Toxikológia (a mérgezésekkel foglalkozik)
- stb.

## Galéria

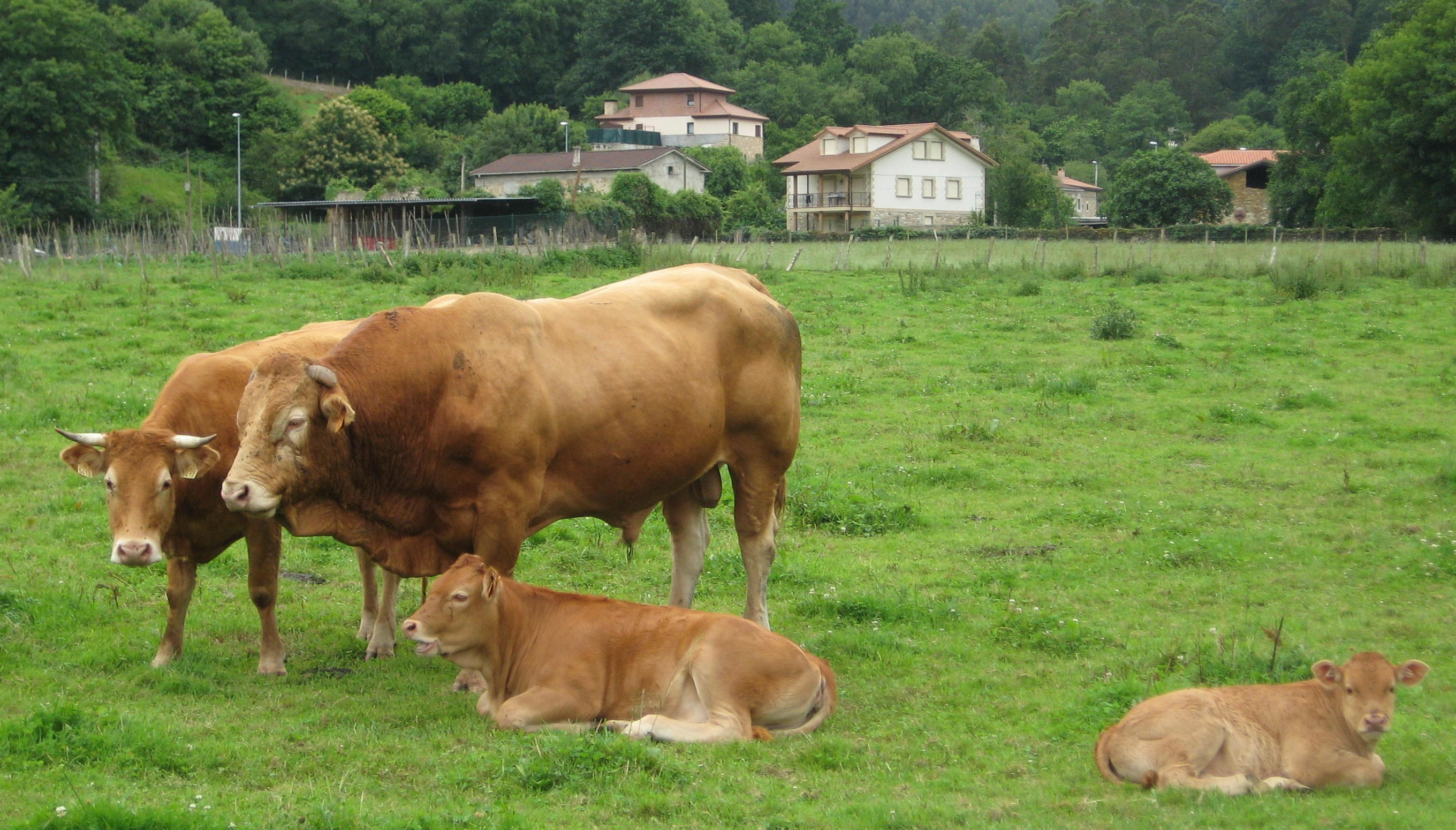
Animalia - Bos primigenius taurus
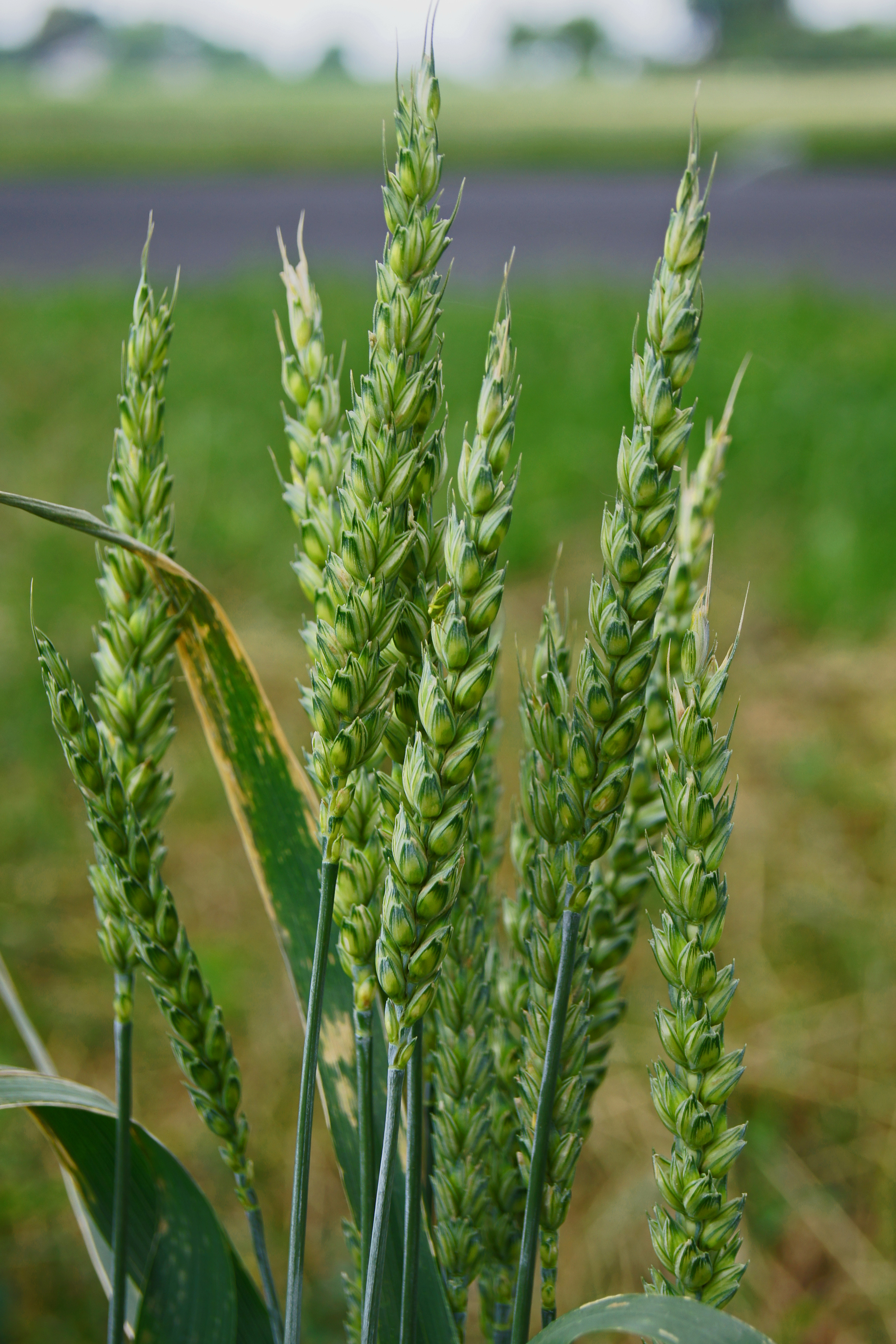
Planta - Triticum
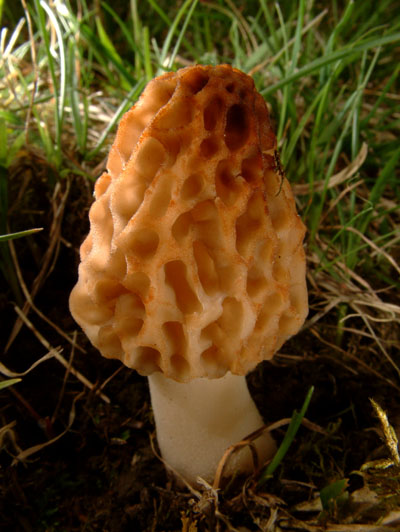
Fungi - Morchella esculenta
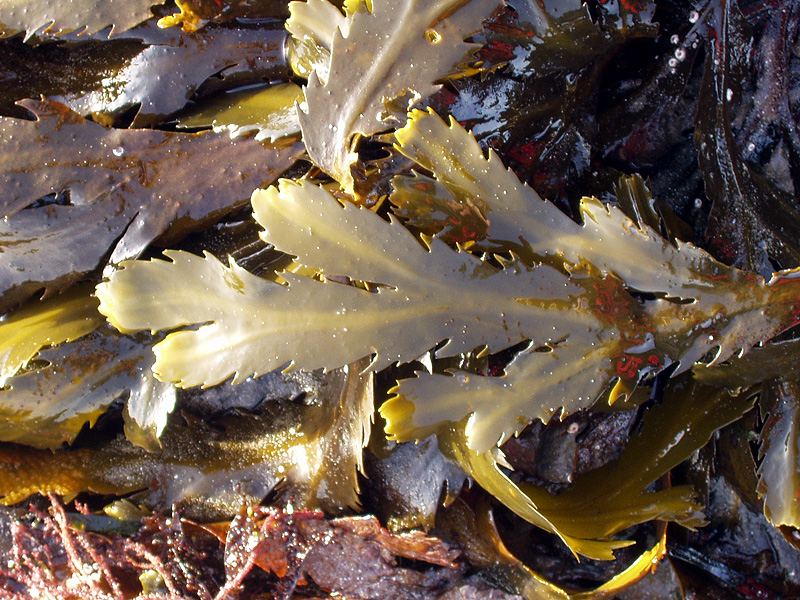
Stramenopila/Chromista - Fucus serratus
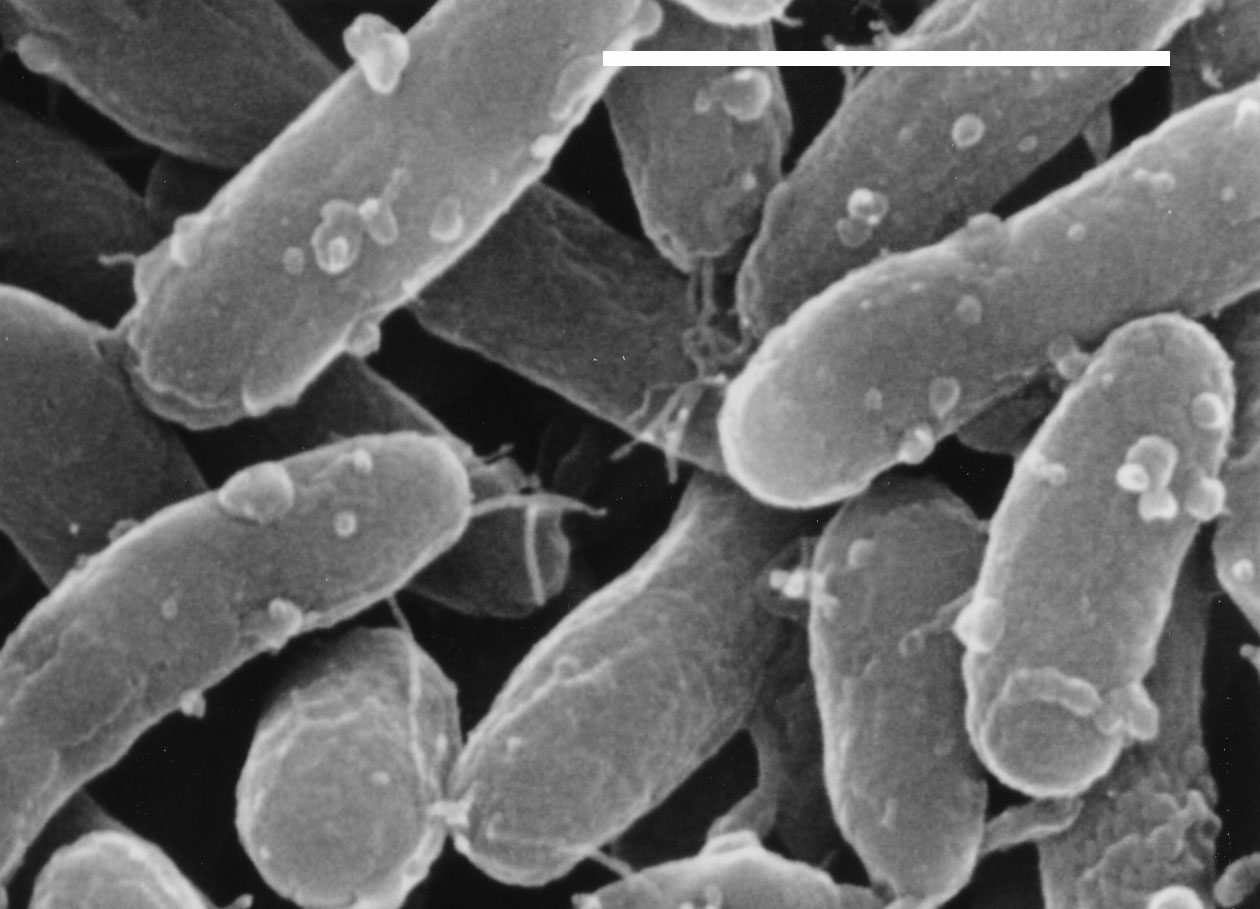
Bacteria - Gemmatimonas aurantiaca (- = 1 Micrometer)
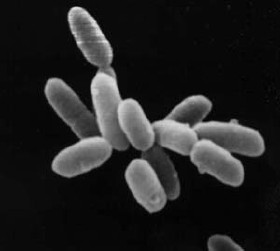
Archaea - Halobacteria
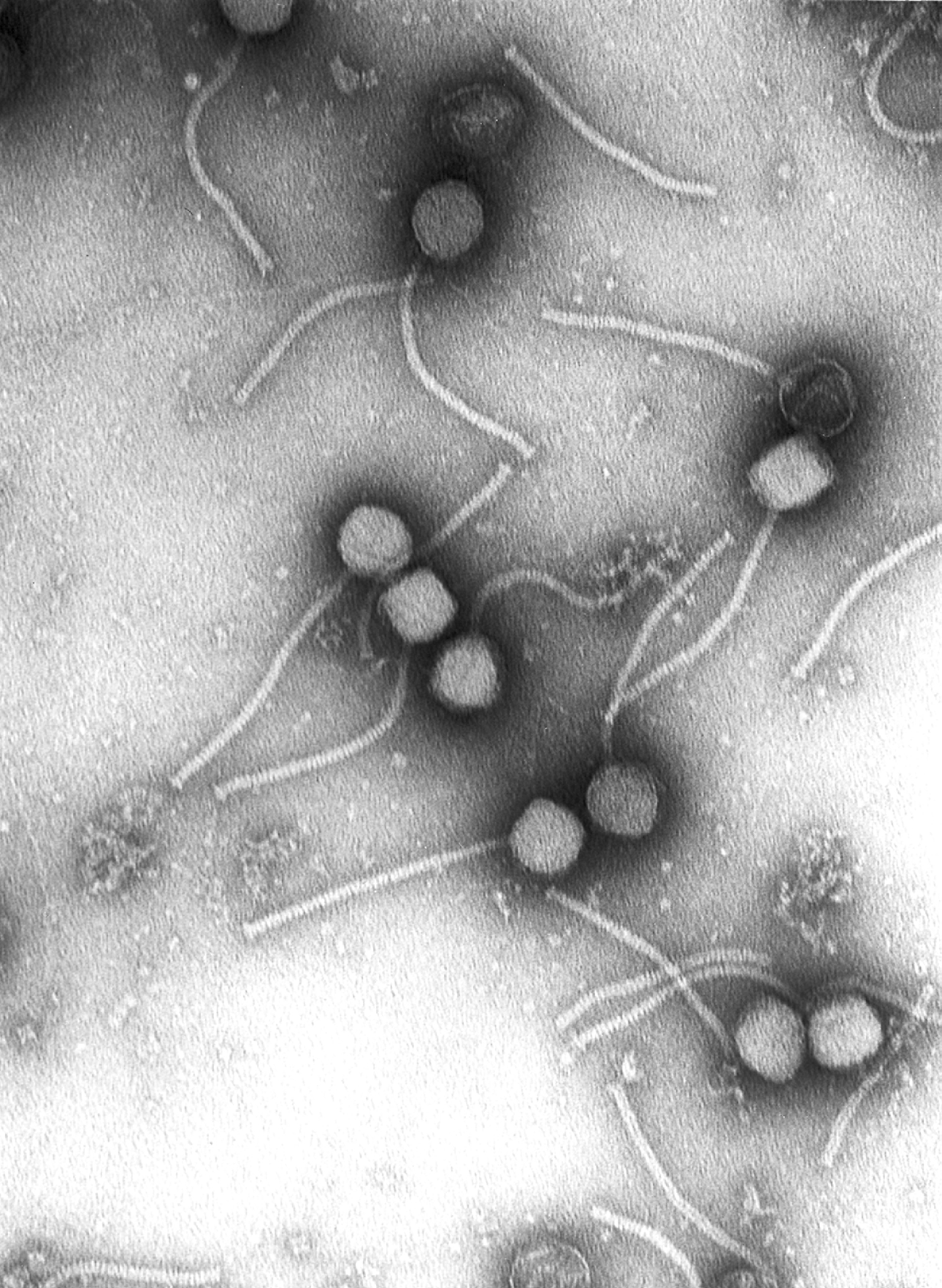
Virus - Gamma phage
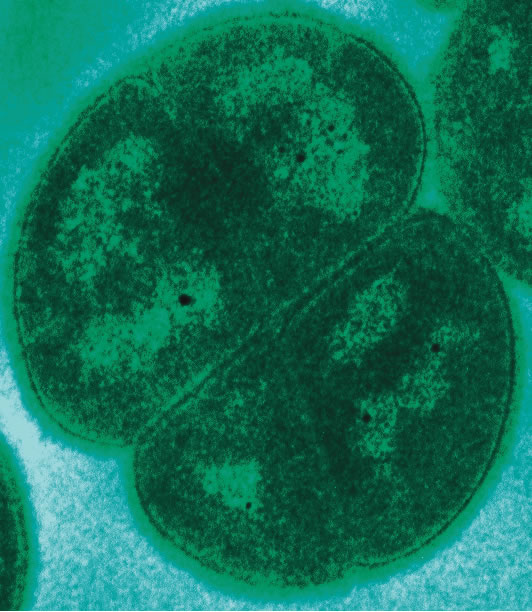